# 郭滩镇
郭滩镇，是中华人民共和国河南省南阳市唐河县下辖的一个乡镇级行政单位。

## 行政区划
郭滩镇下辖以下地区：
王张营村、杨店村、谢庄村、乔湾村、许岗村、杨桥村、蒿庄村、李楼村、孟庄村、柴湾村、李庄村、郭滩村、后湾村、前湾村、董营村、张关营村、马岗村、乔岗村、刘庄村、后岗村、老岗村、吴庄村、马庄村、大树赵村、罗滩村、荆北李村、板桥王村、穆庄村、遂王村和清河村。